# Awraham Dar
Awraham Dar (herb. אברהם דר), pseudonim operacyjny John Darling (ur. 28 sierpnia 1925 w Jerozolimie, zm. 2 grudnia 2019 w Atlit) – żołnierz Sił Obronnych Izraela, oficer Palmachu, agent Jednostki 131 i izraelskiego wywiadu wojskowego (Aman); twórca siatki wywiadowczej w Egipcie, której działalność zakończyła się niepowodzeniem.

## Życiorys
Urodził się w Jerozolimie w Palestynie. Jego ojciec podczas I wojny światowej został zwerbowany przez wywiad brytyjski. Awraham Dar bezpośrednio po II wojnie światowej został zaangażowany w akcję nielegalnej emigracji Żydów europejskich do Palestyny.

### Wojna o niepodległość i wywiad wojskowy
W czasie wojny 1948–1949 był oficerem Palmach, następnie na krótko wstąpił do Sił Obronnych Izraela, które wkrótce opuścił. W 1951 ponownie dostał się do IDF i został przydzielony do wywiadu wojskowego Aman.

### Egipt
W maju tegoż roku jako podwładny brytyjski John Darling został przerzucony do Egiptu, gdzie założył zakonspirowaną organizację miejscowych Żydów.
W wydaniu Israel's Secret War (1991) Ian Black i Benny Morris przyznali:

Z początku ani sam Dar, ani jego ludzie nie mieli sprecyzowanej koncepcji, czemu konkretnie służyć ma utworzona przez nich siatka – organizowaniu samoobrony żydowskiej, pomocy w nielegalnej emigracji do Izraela, szpiegostwu czy antyegipskiemu sabotażowi.

Dar wkrótce opuścił Egipt, zaś członkowie jego siatki przeszli krótkie przeszkolenie w Izraelu w zakresie techniki łączności radiowej, sabotażu i szpiegostwa, dokąd nielegalnie dostawali się przez Francję. Siatka Dara zorganizowana została jednak wbrew elementarnym zasadom konspiracji – na przykład nie była podzielona na komórki i wszyscy jej członkowie znali się wzajemnie. Po zakończeniu szkolenia pod koniec 1953 agentów Dara zaopatrzono w materiały wybuchowe i przerzucono z powrotem do Egiptu.

### Operacja „Zuzanna” i aresztowania
W 1954 na czele siatki Dara stanął wysłany do Egiptu Awri El-Ad. W czerwcu tego roku, po wojskowym zamachu stanu w Egipcie, Tel Awiw nadał przez radio hasło rozpoczęcia operacji „Susannah”. Zakładano, że prowadzone od lipca 1954 terrorystyczne zamachy bombowe, których celem miały być obiekty cywilne (kina, urzędu pocztowe itp.), doprowadzą do destabilizacji wewnętrznej i zdyskredytują nowy rząd Egiptu.
Wpadka jednego z agentów spowodowała dekonspirację i aresztowanie pozostałych członków siatki. Jeden z nich został zakatowany na śmierć w śledztwie, drugi popełnił samobójstwo w czasie procesu, który rozpoczął się 11 grudnia 1954. Dwóch agentów Dara skazano na karę śmierci, czterech otrzymało wyroki od 7 lat więzienia do dożywocia, dwóch uniewinniono.

### Łącznik Mossad/SDECE
Podczas wojny sueskiej w październiku 1956 przydzielony do Mosadu (już w randze majora) Dar służył jako oficer łącznikowy z wywiadem francuskim w Port Saidzie. Brał również udział w kilku akcjach specjalnych, m.in. w operacji „Tushia” – nielegalnym przerzucie do Izraela znacznej części społeczności żydowskiej (17–18 listopada 1956).

### Dymisja
W 1957 Dar podał się do dymisji na znak protestu przeciwko pominięciu członków jego siatki kairskiej przy wymianie jeńców wojennych między Egiptem a Izraelem. Zwolniono ich dopiero w 1967 po osobistej interwencji ówczesnego szefa Mosadu generała majora Me’ira Amita u prezydenta Gamala Abdel Nasera.
Aż do swojej śmierci 2 grudnia 2019 roku mieszkał w Atlit. 